# مظفر شیرازی
تاج‌الدین مؤید ابن مظفر شیرازی (متوفی ۶۸۸ یا ۶۸۷ یا ۶۸۱ هجری قمری)، عالم، عارف و محدث. ابتدا نزد پدرش، سعدالدین محمد، درس خواند. عمویش، شمس‌الدین ابوالمفاخر و شمس‌الدین محمد بن صفی، ابوالخیر سیرافی و شهاب‌الدین فضل‌اللَّه تورپشتی و قاضی مجدالدین فالی و امام الدین بیضاوی از استادان او بودند.
وی در فقه و حدیث از سرآمدان بود و در مسجد باغ نو وعظ می‌کرد. اتابک ابوبکر سعد بن زنگی از مریدان وی بود. او با یکی از دختران شیخ بیضاوی ازدواج کرد و هفت فرزندش همگی از علما بودند.

## شعر شناسی
معنی و لفظ در شعر مظفر
مظفّر به قول خودش، شاعری معنی گراست، زیرا می‌داند که دورهٔ الفاظ و توجه به آن‌ها سپری شده و اینک نوبت معنی است:
| گذشت دوره الفاظ و نوبت معنی است |  | مظفر از در معنی درآ، سخندان باش |

آنچه برای مظفر اهمیت دارد بیان مافی ضمیر و افکار متنوع و مختلفی است که او را به خود مشغول می‌دارد و اگر چه معمولاً می‌کوشد تا حدّ معنی و لفظ را توأماً نگهدارد امّا آنجا که باید جانب یکی برا رها کند، مسلماً لفظ را وامی‌گذارد و معنی را انتخاب می‌کند. حوزه معانی شعری نیز در دیوان او وسیع است و از هر دست معنایی در شعر او فراوان است: از عاشقانه‌ها و عارفانه‌ها گرفته تا مدح و قدح و رثا و پند و اندرز و بهاریه. و دیگر انواع معانی (که در مورد آن‌ها اشاراتی مفصل داشتیم) امّا نکتهٔ جالب در قالب‌های شعر او، آن است که مظفر را دلبستگی با غزل بیش از قالب‌های دیگر است و بدون آنکه در قالب غزل دگرگونی ایجاد کند، گاهی نیز می‌کوشد تا همانند دیگر معاصرانش، عزل را سیاسی کند و از آن در جهت بیان مقاصد اجتماعی خود سود برد. به علاوه، همانطور که در عزل زیر ملاحظه خواهید فرمود ابایی از آوردن الفاظ عوامانه و حتی مبتذل در این نوع خاص از غزل ندارد.

## اشعار
| عقل دیوانه شد از احمقی ذاتی ما      |  | مهره گردان فلک، مات شد از ماتی ما |
| ارتقا بین که همان حیدری و نعمتی است |  | اعتدالی شماها و دموکراتی ما       |
| گر خطا سر زند از حاکم ملی غم نیست   |  | نیست مسئول به قانون شما، خاطی ما  |
| سر به سر صرف نفاقیم و به هم می‌گوئیم |  | یک منافق نتواند که شود قاطی ما    |
| غرض داخلی و دشمنی خارجیان           |  | داد بر باد فنا، شهری و ایلاتی ما  |
| چاره‌ای نیست مگر داخل حزبی بشویم     |  | که شود فیصله این دزدی و الواطی ما |
| حال امروز چنین است که می‌بینی فاش    |  | تا چه آید به سر از مفسدهٔ آتی ما   |